# 拉韦尔诺特
拉韦尔诺特（法語：La Vernotte，法語發音：[la vɛʁnɔt]）是法国上索恩省的一个市镇，属于沃苏勒区。

## 地理
拉韦尔诺特（47°30'34"N, 5°52'5"E）面积5.53 平方千米，位于法国勃艮第-弗朗什-孔泰大區上索恩省，该省份为法国东部内陆省份，北起顺时针与孚日省、贝尔福地区省、杜省、汝拉省、科多尔省和上马恩省接壤。
与拉韦尔诺特接壤的市镇（或旧市镇、城区）包括：弗拉讷堡、埃特雷勒和拉蒙布勒斯、莱巴蒂、圣冈、拉罗迈讷。

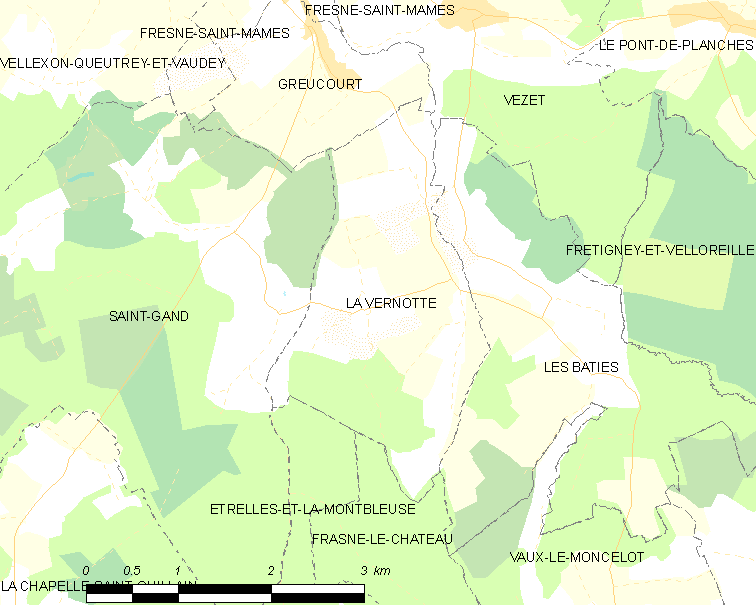
拉韦尔诺特的OSM定位图

拉韦尔诺特的时区为UTC+01:00、UTC+02:00（夏令时）。

## 行政
拉韦尔诺特的邮政编码为70130，INSEE市镇编码为70549。

## 政治
拉韦尔诺特所属的省级选区为索恩河畔塞和圣阿尔班县。

## 人口

1962-2008年间拉韦尔诺特人口变化图示

拉韦尔诺特于2022年1月1日时的人口数量为77人。